# Kai Hirano
Kai Hirano (jap. 平野 甲斐, Hirano Kai; * 16. August 1987 in Okinoshima) ist ein ehemaliger japanischer Fußballspieler.

## Karriere
Kai Hirano erlernte das Fußballspielen in der Collegemannschaft des Biwako Seikei Sport College in Ōtsu. Seinen ersten Vertrag unterschrieb er 2010 bei Kataller Toyama, einem Verein, der in der J2 League spielte. 2013 wechselte er nach Thailand und unterschrieb einen Vertrag in Buriram bei Buriram United. Für Buriram kam er bis 2014 auf 85 Einsätze und schoss dabei 15 Tore. Außerdem gewann er insgesamt sechs Titel mit dem Verein. Mitte 2014 verließ er Buriram und unterschrieb einen Vertrag beim japanischen Erstligisten Cerezo Osaka. Von 2015 bis 2016 wurde er an den thailändischen Erstligisten Army United nach Bangkok ausgeliehen. Nach Ende der Ausleihe verpflichtete ihn die Army fest. Nach der Hinserie 2017 wechselte er zum Zweitligisten Lampang FC. Ab 2018 war er wieder in seiner Heimat Japan aktiv und spielt dort für Toyama Shinjo Club, einem Verein aus der Hokushin'etsu Football League. Im Sommer 2022 beendete Hirano dort auch seine Karriere als Spieler.

## Erfolge
Buriram United
- Thailändischer Meister: 2013, 2014
- Thailändischer Pokalsieger: 2013
- Thailändischer Ligapokalsieger: 2013
- Kor-Royal-Cup-Sieger: 2013, 2014